# Alosa killarnensis
Alosa killarnensis е вид лъчеперка от семейство Селдови (Clupeidae). Видът е критично застрашен от изчезване.

## Разпространение
Разпространен е в Ирландия.

## Описание
На дължина достигат до 20 cm.
Продължителността им на живот е около 5 години. Популацията на вида е намаляваща.